# Homodiaetus
Homodiaetus es un género de pequeños peces de agua dulce de la familia Trichomycteridae en el orden Siluriformes. Sus 4 especies habitan en aguas cálidas del este de América del Sur. La mayor longitud que alcanza ronda los 4 cm.

## Distribución
Este género se encuentra en ríos de aguas tropicales y subtropicales del este de América del Sur, en la cuenca del Plata oriental en el Paraguay y el nordeste de la Argentina; además se presenta en drenajes atlánticos del Uruguay y este del Brasil.

### Especies
Este género se subdivide en 4 especies:
- Homodiaetus anisitsi C. H. Eigenmann & Ward, 1907
- Homodiaetus banguela W. R. Koch, 2002
- Homodiaetus graciosa W. R. Koch, 2002
- Homodiaetus passarellii (P. Miranda-Ribeiro, 1944)